# Place Verte (Liège)
Pour l’article homonyme, voir Place Verte.
La place Verte est une petite place du centre de Liège. Elle se situe au pied de la rue Haute-Sauvenière et à l'extrémité du boulevard de la Sauvenière.

## Histoire et étymologie
Le centre de la ville de Liège a connu deux places Vertes à des époques différentes et à des endroits différents quoique proches.
Depuis au moins le XVIIe siècle, la première place Verte se trouvait entre la place Saint-Lambert et la place de la République française anciennement nommée place aux Chevaux. Cette place rectangulaire plate, surélevée et bordurée était un espace vert planté de tilleuls, ce qui qualifia l'endroit. Ayant progressivement perdu sa verdure, cet espace devint successivement la place du Maréchal Foch, une partie de la place Saint-Lambert puis, après rétrécissement, la place devenue rue s'appelle la rue Joffre depuis 1999.
Située plus à l'ouest, la place Verte actuelle était depuis le XVIIIe une partie intégrante de la place de la République française et ce jusqu'en 1998. À partir de cette année, une distinction fut faite et la petite partie située au pied de la rue Haute-Sauvenière prit le nom de place Verte en souvenir de l'ancienne place mentionnée ci-dessus. Quelques arbres y furent plantés pour justifier le nom de la place.

## Description
Cette petite place reçoit la rue Haute-Sauvenière (route + volée d'escaliers) descendant de la colline et la rue Basse-Sauvenière, voie très ancienne mais actuellement interrompue quelques dizaines de mètres plus loin. La place jouxte aussi l'îlot Saint-Michel et sert d'entrée à un parking.

## Patrimoine
Le côté ouest de la place est constitué de cinq immeubles repris à l'inventaire du patrimoine culturel immobilier de la Wallonie. Parmi ces immeubles, celui placé à l'angle du boulevard de la Sauvenière et appelé le café Au Point de Vue date du XVIIe siècle.

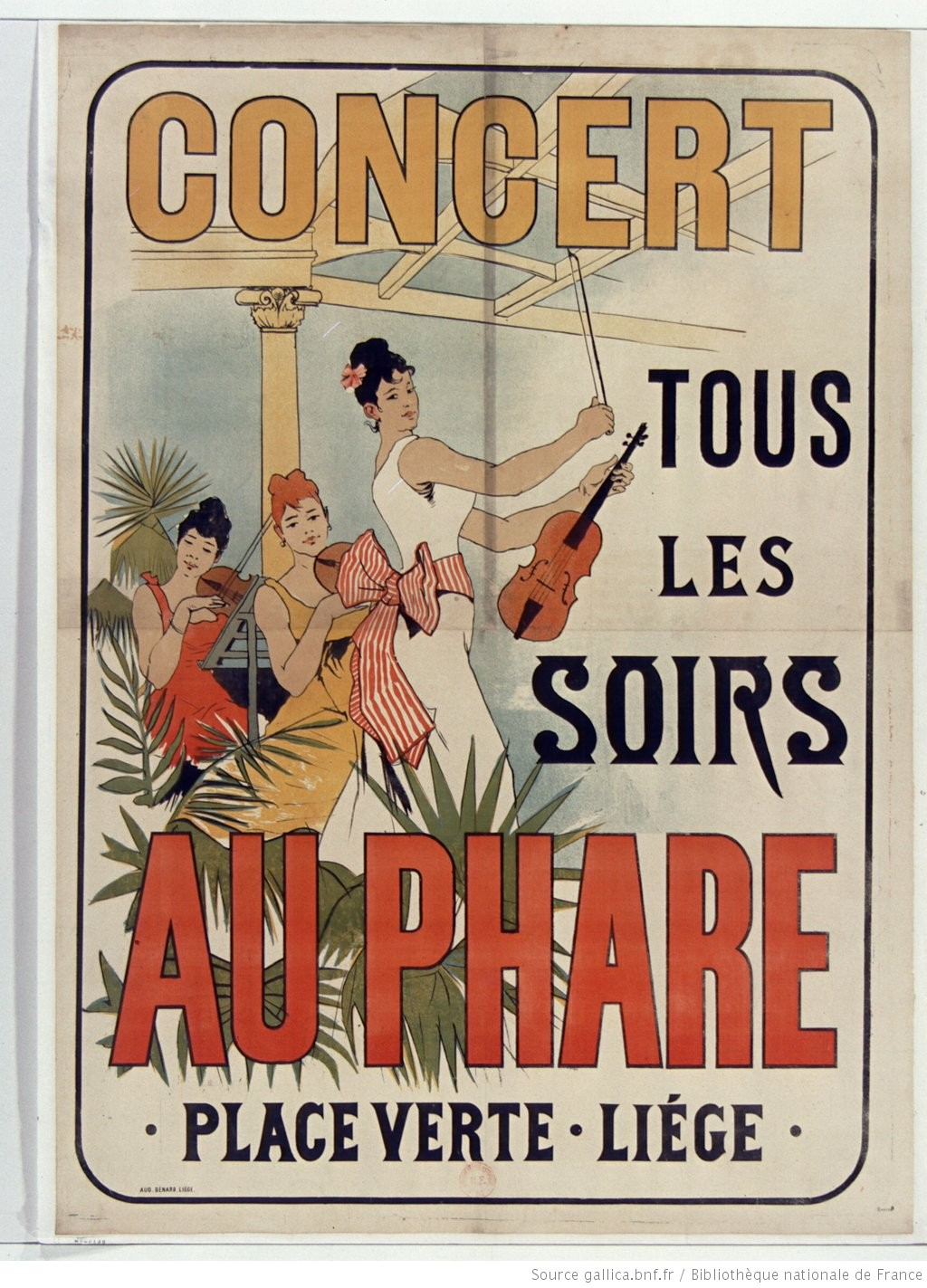
Affiche pour des concerts donnés au café-restaurant Au Phare, situé sur la place Verte initiale de 1891 aux années 1950.

### Source et lien externe
- Claude Warzée, « L’ancienne place Verte (devenue place Foch en 1919) », sur Histoires de Liège, 13 mars 2014 (consulté le 13 décembre 2018)